# 米兰·卢霍维
米兰·卢霍维（1963年1月1日—），斯洛伐克男子足球运动员，司职前锋。他曾代表捷克斯洛伐克国家队参加1990年国际足联世界杯，结果队伍止步八强。